# Meótok
A meótiak vagy meótok (cserkesz nyelven МыутIэхэр; görög nyelven Μαιῶται; latin nyelven Maeōtae, továbbá Mæotians, Maeotae, Maeotici, Mæotici) az Azovi-tenger körül élő ókori nép volt. Az Azovi-tenger neve ebben a korban Meótisz volt. Nem ismeretes, hogy a nép kapta-e a nevét a tengerről vagy fordítva, de inkább a tenger nevének elsődlegessége valószínűsíthető. Gyakran a cserkesz népek, abházok és az abazák őseiként említik őket.
A nép identitása hasonlóan bizonytalan, mint a nevük etimológiája. A történészek többségi véleménye szerint a „meótiak” elnevezést számos kisebb csoportra alkalmazták, amelyek az Azovi-tenger körül éltek, mint a szindik, dandaridák, és sokan mások. Közöttük valószínűleg a szindik domináltak.
Legkorábbi említésük a leszboszi Hellenikosztól ismeretes. Sztrabón szerint a meótiak részben halászatból, részben földművelésből éltek, de ugyanolyan harciasak voltak, mint szomszédaik. Később a Boszporoszi Királyság egyik népét alkották, majd a népvándorlás viharai (szarmaták) során más népekbe olvadtak.
A meótokat megjelenítették a római Marcus Aurelius-oszlopon is, amint békéért könyörögnek.

## Fordítás
Ez a szócikk részben vagy egészben  a   Maeotians című angol Wikipédia-szócikk ezen változatának fordításán alapul.  Az eredeti cikk szerkesztőit annak laptörténete sorolja fel. Ez a jelzés csupán a megfogalmazás eredetét és a szerzői jogokat jelzi, nem szolgál a cikkben szereplő információk forrásmegjelöléseként.